# Orthriophis hodgsoni
Espèce
Synonymes
- Spilotes hodgsonii Günther, 1860

Orthriophis hodgsoni est une espèce de serpents de la famille des Colubridae.

## Répartition
Cette espèce se rencontre entre 1 500 et 5 000 m d'altitude au Tibet en Chine, au Népal et en Inde au Sikkim, en Assam et au Jammu-et-Cachemire.

## Étymologie
Cette espèce est nommée en l'honneur de Brian Houghton Hodgson.

## Publications originales
- Günther, 1860 : Contributions to a knowledge of the reptiles of the Himalaya mountains. - I. Descriptions of the new species. II. List of Himalayan reptiles, with remarks on their horizontal distribution. Proceedings of the Zoological Society of London, vol. 1860, p. 148-175 (texte intégral).